# Tore planétaire

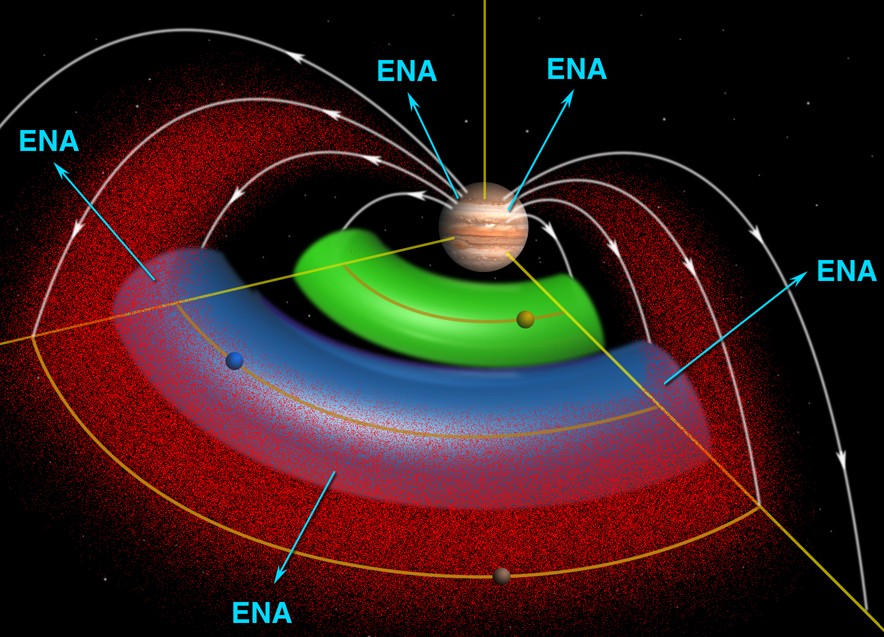
Un schéma écorché de l'environnement spatial de la planète géante gazeuse Jupiter, montrant des (en rouge), le tore de gaz neutre de la lune Io (en vert) et le tore de gaz neutre de la lune Europe (en bleu) découvert grâce à la sonde spatiale Cassini.

Un tore planétaire (calque de l'anglais planetary torus) ou tore satellite (satellite torus) est un nuage toroïdal de gaz ou de plasma en orbite autour d'une planète.
Les tores de gaz seraient produits par l'interaction de l'atmosphère d'une lune avec le champ magnétique de sa planète.
Le premier tore découvert dans le Système solaire est le tore d'Io, une lune de Jupiter. Le tore d'Europe, autre lune de Jupiter, a été découvert par la sonde spatiale Cassini,. Encelade, une lune de Saturne, est également entourée d'un tore.